# 邵阳华溪蟹
邵阳华溪蟹（学名：Sinopotamon shaoyangense）为溪蟹科华溪蟹属的动物。在中国大陆，分布于湖南等地，主要栖息于海拔500 米左右山区溪流石块下。